# Streptoglossa
Streptoglossa es un género de plantas fanerógamas perteneciente a la familia de las asteráceas. Comprende 9 especies descritas y de estas, solo 8 aceptadas. Es originario de Australia.

## Taxonomía
El género fue descrito por Steetz ex F.Muell. y publicado en Trans. Bot. Soc. Edinburgh 7: 493. 1863. La especie tipo es Streptoglossa steetzii F.Muell.	

## Especies aceptadas
A continuación se brinda un listado de las especies del género Streptoglossa aceptadas hasta julio de 2012, ordenadas alfabéticamente. Para cada una se indica el nombre binomial seguido del autor, abreviado según las convenciones y usos.
- Streptoglossa adscendens (Benth.) Dunlop
- Streptoglossa bubakii (Domin) Dunlop
- Streptoglossa cylindriceps (J.M.Black) Dunlop
- Streptoglossa decurrens (DC.) Dunlop
- Streptoglossa liatroides (Turcz.) Dunlop
- Streptoglossa macrocephala (F.Muell.) Dunlop
- Streptoglossa odora (F.Muell.) Dunlop
- Streptoglossa tenuiflora Dunlop